# 长岗坡渡槽
长岗坡渡槽，位于中国广东省云浮市罗定市罗平镇盆地，2019年10月7日公布为第八批全国重点文物保护单位，类型为近现代重要史迹及代表性建筑。
长坡渡槽的历史年代为1981年。